# 馬希瓦科阿
馬希瓦科阿是古巴的城鎮，属拉斯圖納斯省，位於省会拉斯图纳斯以東，面積621平方公里，海拔高度85米，2004年人口40,264，人口密度為每平方公里64.8人。